# Nordvik (Hordaland)
Nordvik is een plaats in de Noorse gemeente Bergen (Noorwegen), provincie Vestland. Nordvik telt 411 inwoners (2007) en heeft een oppervlakte van 0,42 km².